# 코린 네멕
코린 네멕(Corin Nemec, 1971년 11월 5일 ~ )은 미국의 배우이다.

## 출연 작품
- 퍼피 위드 러브 (2019)
- 걸프렌드 킬러 (2017)
- 플래시드 VS 아나콘다 (2015)
- 크림슨 세인츠 (2013)
- 쥬라기공원: 다이노어택 (2013)
- 드래곤 파이터 2015 (2013)
- 누클리어 패밀리 (2012)
- 샌드 샤크 (2012)
- 드래곤 플라이 (2012)
- 하우스 오브 본즈 (2010)
- 아메리칸 스탠다드 (2008)
- 쿼러티 타임 (2008)
- 번디: 언 아메리칸 아이콘 (2008)
- 바다의 괴수 (2008)
- High Hopes (2006)
- 맨스퀴토 (2005)
- 레이지 샤크 (2005)
- 파르자니아 (2005)
- 브라더스 키퍼 (2002)
- 레거시 (1998)
- 블레이드 포스 (1998)
- 싸일런싱 메리 (1998)
- 프로세스 (1998)
- 굿바이 아메리카 (1997)
- 썸머 오브 피어 (1996)
- 워 앳 홈 (1996)
- 모하비의 달 (1996)
- 덤보 낙하 작전 (1995)
- 죽음의 경계 (1994)
- 미래의 묵시록 (1994)
- 옛 연인들의 데이트 (1991)
- 내 아들 쟈니 (1991)
- 스타 파이어 (1990)
- 빼앗긴 이름 (1989)
- 터커 (1988)

### 텔레비전
- 고스트 위스퍼러 시즌1 (2005)
- 스타게이트 - 시리즈 (1997)
- 비버리힐즈의 아이들 (1990)
- 업 클로즈 위드 캐리 키건 (2007)